# Эритрейская накфа
На́кфа (англ. nakfa) — валюта Эритреи, состоит из 100 центов. Её международное обозначение по ISO 4217 — «ERN». Данная денежная единица была введена 8 ноября 1997 года, заменив по номиналу эфиопский быр. Обмен эфиопских денежных знаков на эритрейские производился до 30 ноября 1997 года.
Названа в честь города Накфа, получившего известность во время войны за независимость Эритреи.
О более ранней валюте Эритреи см. талер.

## Монеты
Монеты чеканятся полностью из нержавеющей стали. Монеты разных номиналов имеют не одинаковую, а индивидуальную нарезку. На монете номиналом 1 накфа указан номинал «100 центов».
Номиналы монет:
- 1 цент
- 5 центов
- 10 центов
- 25 центов
- 50 центов
- 100 центов (1 накфа)

## Банкноты
В обороте находятся банкноты номиналом 1, 5, 10, 20, 50, 100 накф 1997 года, 50 и 100 накф 2004 года, 50 накф 2011 и 10 накф 2012 года.
| Серия 1997—2012 года | Серия 1997—2012 года | Серия 1997—2012 года | Серия 1997—2012 года | Серия 1997—2012 года | Серия 1997—2012 года  | Серия 1997—2012 года                | Серия 1997—2012 года |
| Изображение          | Изображение          | Номинал (накф)       | Размеры (мм)         | Основные цвета       | Описание              | Описание                            | Годы печати          |
| Лицевая сторона      | Оборотная сторона    | Номинал (накф)       | Размеры (мм)         | Основные цвета       | Лицевая сторона       | Оборотная сторона                   | Годы печати          |
| -------------------- | -------------------- | -------------------- | -------------------- | -------------------- | --------------------- | ----------------------------------- | -------------------- |
|                      |                      | 1                    | 140×70               | зелёный, коричневый  | портретная композиция | школьники                           | 1997                 |
|                      |                      | 5                    | 140×70               | зелёный, коричневый  | портретная композиция | сикомор                             | 1997                 |
|                      |                      | 10                   | 140×70               | зелёный, коричневый  | портретная композиция | железнодорожный мост через р. Обель | 1997                 |
|                      |                      | 10                   | 140×70               | коричневый, жёлтый   | портретная композиция | железнодорожный мост через р. Обель | 2012                 |
|                      |                      | 20                   | 140×70               | зелёный, коричневый  | портретная композиция | сельскохозяйственные работы         | 1997                 |
|                      |                      | 20                   | 140×70               | синий, жёлтый        | портретная композиция | сельскохозяйственные работы         | 2012                 |
|                      |                      | 50                   | 140×70               | зелёный, коричневый  | портретная композиция | порт Массауа                        | 1997                 |
|                      |                      | 50                   | 140×70               | красный, жёлтый      | портретная композиция | порт Массауа                        | 2004                 |
|                      |                      | 100                  | 140×70               | зелёный, коричневый  | портретная композиция | крестьянин, пашущий поле            | 1997                 |
|                      |                      | 100                  | 140×70               | фиолетовый, жёлтый   | портретная композиция | крестьянин, пашущий поле            | 2004                 |

## Режим валютного курса
Накфа привязана к доллару США по курсу 1 доллар = 15 накф с 1 января 2005 года.